# 義安区
義安区（ぎあん-く）は中華人民共和国安徽省銅陵市に位置する市轄区。旧名は銅陵県（どうりょうけん）。
2015年12月3日に市轄区の義安区に改編された。

## 行政区画
- 街道:新橋街道
- 鎮:五松鎮、順安鎮、鐘鳴鎮、天門鎮、東聯鎮、西聯鎮
- 郷:胥壩郷